# Аватар и Лорд Огня
«Аватар и Лорд Огня» (англ. The Avatar and The Firelord) — шестой эпизод третьего сезона американского мультсериала «Аватар: Легенда об Аанге».

## Сюжет
Аанг получает видение, в котором Року говорит, что хочет рассказать о своей дружбе с Лордом Огня Созином и о начале войны. Он назначает мальчику встречу на своём острове. Зуко получает сообщение, что должен узнать о смерти своего прадедушки. Команда Аватара прилетела на остров Року и видит его руины. Зуко интересуется у Азулы про Созина, и она отвечает, что прадедушка был терпелив, ожидая кометы, которую затем назовут в его честь, чтобы начать войну, и тихо умер в глубокой старости. Аанг входит в мир духов и встречается с Року. Ночью Зуко бесится из-за сообщения и бросает листок на светильник, отчего тот воспламеняется и проявляет другие слова. Прочитав их, Зуко пришёл в архив пещеры драконьих костей, чтобы узнать больше, и нашёл дневник Созина. Року повествует Аангу историю, а Зуко параллельно читает дневник.
В далёком прошлом Року дружил с принцем Созином. Он также был влюблён в одну девушку, но стеснялся с ней заговорить. Аанг понимает Року. Далее тот показывает Аангу вечеринку в честь дня рождения, устроенную двумя друзьями, на которой монахи сообщают, что Року — Аватар. Ему нужно было собираться в путь, и Созин подарил ему на прощание свою наследную корону в знак памяти. Затем Аватар Року прибыл в Южный храм воздуха, где познакомился и подружился с монахом Гиатсо. Аанга это поразило, и старик сказал ему, что бывает настолько крепкая дружба, что может продолжиться в следующей жизни. Обучившись магии воздуха, Року отправился к северному племени Воды, чтобы обучаться противоположной стихии. После непростого покорения воды, Року учился магии земли и овладел ею. Он стал могущественным Аватаром.
Спустя 12 лет он наконец встретился со своим старым другом Созином, который уже стал Лордом Огня. Он женился на женщине, в которую был влюблён с юности. Однако на свадьбе Созин позвал его поговорить тет-а-тет. Лорд Огня гордился своей нацией и хотел расширить границы империи, но Року не хотел войны, чтобы 4 народа жили в гармонии, и предупредил друга. Однако через много лет Року узнал, что Созин продолжал думать об этом, когда увидел, что его друг установил колонии нации Огня в Царстве Земли. Он пришёл к Лорду Огня и возмутился, но старый друг не хотел его слушать. Когда Аватар уходил, Созин напал на него со спины, но Року одолел товарища и отпустил его в память о старой дружбе, но сделал последнее предупреждение. После этой ссоры они не виделись и не разговаривали 24 года. Року провёл оставшуюся часть жизни на своём острове, но однажды случилось извержение вулкана. Поселенцы начали покидать остров, а Аватар вступил в борьбу с природой, о чём узнал Созин, видя его остров.
Аанг поражается, что Року доминирует над вулканом, но старик говорит ему, что природа всё равно сильнее человека. Аватара настигали ядовитые газы вулкана, и тогда к нему на помощь явился Созин на своём драконе. Однако поняв, что им не победить, Созин решил бросить старого друга, ведь если Року умрёт, то планы Лорда Огня станут реальностью. Созин улетел на драконе, оставив Року погибать на острове. Аватар переродился в Аанге, и дух Року сказал мальчику осмыслить эту историю, а затем исчез. Зуко дочитывает дневник, доходя до момента, как Созин стал истреблять всех воздушных кочевников, ибо знал, что Аватар среди них, но его он так и не нашёл. Лорд Огня потратил оставшуюся часть жизни на тщетные поиски Аватара, и рассказ заканчивается. Зуко, понимая, что это не конец, ведь прадедушка не умер, идёт к дяде Айро в тюрьму. Он говорит, что знает, что Айро послал ему эту записку. Принц не понимает, что происходит, ведь в дневнике нет ничего о смерти прадеда, но дядя отвечает, что у Зуко же было 2 прадедушки. С одной стороны, Созин был дедом Озая, отца Зуко, а с другой Аватар Року был дедом Урсы, матери Зуко. Айро говорит, что из-за этого у Зуко с рождения внутренняя борьба, и только принц может разрешить проблему, искупив грехи своей семьи и нации. Он достаёт ту самую корону и отдаёт её Зуко. Аанг возвращается из мира духов и понимает, что в каждом народе может быть своё добро и зло, и надо уметь давать шанс кому-то из нации Огня. Он также осознаёт важность дружбы и берётся с командой за руки.

## Отзывы

Динамика оценок IGN к эпизодам 3 сезона мультсериала

Макс Николсон из IGN поставил эпизоду оценку 9,5 из 10 и написал, что «„Аватар и Лорд Огня“ был определяющим эпизодом мультсериала „Аватар: Легенда об Аанге“, поскольку в нём объяснялись истоки 100-летней войны и геополитический ландшафт четырёх наций». Он продолжил, что «в серии также рассказывается история о двух лучших друзьях, Аватаре Року и Лорде Огня Созине, которые стали заклятыми врагами» и посчитал, что это «дало нам один из лучших эпизодов мультсериала». Рецензент подчеркнул параллельность рассказа со сторон Аанга и Зуко, похвалив такую задумку.
Хайден Чайлдс из The A.V. Club написал, что «история войны Созина и геноцида людей Аанга рассказывается небольшими отрывками из жизней Созина и Року», но отметил, что «поскольку большинство этих воспоминаний показано в путешествии Аанга по миру духов с Року, эти события раскрываются только со стороны последнего, хотя Зуко наверняка читает их с точки зрения Созина». Критик похвалил работу Рона Перлмана в озвучивании Лорда Огня Созина, назвав актёра «неизменно потрясающим». Рецензент подметил и мощность того, что Урса оказалась внучкой Року, но задался вопросами, откуда корона у Айро, «ведь она была на полу дома Року во время извержения вулкана», и где он прятал её в камере.
Screen Rant поставил серию на 4 место в топе лучших эпизодов 3 сезона мультсериала по версии IMDb, а сайт CBR дал ей 3 место в таком же списке. Кевин Таш из Collider включил серию в список «7 важнейших эпизодов» мультсериала. Кроме того, Screen Rant добавил серию в топ лучших эпизодов по версии Reddit.